# Bola nas Costas (2018)
Bola nas Costas (anteriormente conhecido como ATL GreNal) é um programa de rádio brasileiro transmitido pela Rádio Atlântida para todo o Rio Grande do Sul de segunda à sexta, dedicado a debates sobre os jogos da dupla Grêmio e Internacional.

## História
O programa estreou no dia 2 de março de 2013, originalmente às 16:30, sob o comando de Alexandre Fetter e comentários de Ramiro Ruschel. Duda Garbi e Rodrigo Adams representam os torcedores gremistas, enquanto Leandro (Lelê) Bortholacci e Luciano Potter defendem o ponto de vista colorado.
Em fevereiro de 2016, o horário do programa foi alterado para as 11 horas. No mesmo mês, o jornalista Fabiano Baldasso tornou-se o novo membro do programa, permanecendo até setembro daquele ano, quando saiu após ser contratado pelo Sport Club Internacional. Foi no programa que Baldasso revelou ser colorado. Ramiro Ruschel havia deixado a emissora em 6 de junho.

## Integrantes
- Luciano Potter
- Leandro Bortholacci
- Rodrigo Adams
- Rafael Divério
- Alex Bagé
- Pedro Espinosa
- Gio Lisboa

### Ex-integrantes
- Fabiano Baldasso
- Duda Garbi
- Ramiro Ruschel
- Alexandre Fetter
- Marco Lazzarotto "Magro" Lima †